# キングズ・デッド
「キングズ・デッド」（"King's Dead"）は、アメリカ合衆国のラッパーのジェイ・ロック、ケンドリック・ラマー、フューチャー、イギリスの歌手のジェイムス・ブレイクによる楽曲であり、マーベル・スタジオのスーパーヒーロー映画『ブラックパンサー』のサウンドトラックとジェイ・ロックの3枚目のスタジオ・アルバム『リデンプション』に初めて収録された。2018年1月11日にトップ・ドッグ・エンターテインメント、アフターマス・エンターテインメント、インタースコープ・レコードによりサウンドトラックのシングル及び『リデンプション』のリードシングルとして発表された。楽曲はジェイ・ロックのシングルとしては初めてBillboard Hot 100入りを果たした。第61回グラミー賞では最優秀ラップ・パフォーマンス賞と最優秀ラップ・ソング賞にノミネートされた。

## ミュージック・ビデオ
ミュージック・ビデオは2018年2月15日にYouTubeのロックのVEVOチャンネルで公開された。監督はデイヴ・フリーとジャック・ベガートが務めた。

## リミックス
2018年3月8日、アメリカ合衆国のラッパーのジョーイ・バッドアスとXXXテンタシオンによりリミックス版が発表された。

## パーソネル
デジタル・ブックレットのクレジットによる。
パフォーマー
- ジェイ・ロック - ヴォーカル
- ケンドリック・ラマー - ヴォーカル
- フューチャー - ヴォーカル
- ジェイムス・ブレイク - ヴォーカル

テクニカル
- マット・シェファー - レコードエンジニアリング、ミックスエンジニアリング
- マイク・ボッツィ（英語版） – マスターエンジニアリング
- エリック・マンコ – レコードエンジニアリング

プロダクション
- Mike Will Made It - プロダクション
- テディ・ウォルトン（英語版） - プロダクション
- サウンウェーヴ（英語版） - アディションプロダクション
- 30ロック（英語版） - 共同プロダクション (クレジット無し)
- トゥーン・ビーツ - 共同プロダクション (クレジット無し)

## チャート
| チャート (2018)                                  | 最高 順位 |
| ------------------------------------------------ | --------- |
| オーストラリア (ARIA)                            | 58        |
| カナダ (Canadian Hot 100)                        | 23        |
| ギリシャ (IFPI Greece)                           | 28        |
| アイルランド (IRMA)                              | 51        |
| オランダ (Single Tip)                            | 6         |
| ニュージーランド Heatseekers (Recorded Music NZ) | 4         |
| ポルトガル (AFP)                                 | 64        |
| スウェーデン Heatseeker (Sverigetopplistan)      | 1         |
| UK シングルス (OCC)                              | 50        |
| UK R&B (OCC)                                     | 25        |
| US Billboard Hot 100                             | 21        |
| US Hot R&B/Hip-Hop Songs (Billboard)             | 13        |
| US Rhythmic (Billboard)                          | 33        |

| チャート (2018)           | 順位 |
| ------------------------- | ---- |
| カナダ (Canadian Hot 100) | 97   |
| US Billboard Hot 100      | 79   |

## 認定
| 国/地域                                                       | 認定        | 認定/売上数 |
| ------------------------------------------------------------- | ----------- | ----------- |
| カナダ (Music Canada)                                         | Platinum    | 0           |
| アメリカ合衆国 (RIAA)                                         | 2× Platinum | 2,000,000   |
| ^ 認定のみに基づく出荷枚数 · 認定のみに基づく売上数と再生回数 |             |             |

## 発表史
| 地域 | 日付          | フォーマット                        | レーベル                                     | Ref.   |
| ---- | ------------- | ----------------------------------- | -------------------------------------------- | ------ |
| 世界 | 2018年1月11日 | デジタルダウンロード ストリーミング | トップ・ドッグ アフターマス インタースコープ | [ 25 ] |
| 米国 | 2018年1月30日 | リズミック・コンテンポラリー        | トップ・ドッグ アフターマス インタースコープ | [ 26 ] |